# Svatojanský Újezd
Svatojanský Újezd là một làng thuộc huyện Jičín, vùng Královéhradecký, Cộng hòa Séc.